# محمد مزهر
محمد مزهر (مواليد 24 مارس 1998 في ميسان) هو لاعب كرة قدم عراقي، يلعب بمركز خط الوسط لصالح نادي الشرطة والمنتخب العراقي.